# Doppeldorniger Wimperbock

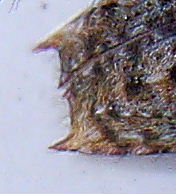
Bestimmungsmerkmal: Zahn am Außenwinkel und an der Flügeldeckennaht

Der Doppeldornige Wimperbock oder Büschelflügelbock (Pogonocherus hispidulus) ist ein Käfer aus der Familie der Bockkäfer.

## Merkmale
Die Käfer tragen auf den Flügeldecken drei Längsrippen, auf der hinteren Hälfte der Längsrippe bei der Flügeldeckennaht sitzen kleine Haarpinsel, daher der Name Wimperbock. Bei P. hispidulus sind es drei dunkle Haarbüschel.
Der Doppeldornige Wimperbock ist fünf bis sieben Millimeter lang. Er ist grau-schwarz gemasert und besitzt vorn auf den Flügeldecken eine breite leuchtend weiße Querbinde. Die Flügeldecken sind hinten außen zu einer kleinen Spitze ausgezogen. Beim Doppeldornigen Wimperbock sind die Flügeldeckenspitzen nicht nur außen in einen spitzen Zahn ausgezogen, sondern auch die Innenwinkel an der Flügeldeckennaht ist zu einem allerdings viel kleineren Zähnchen ausgezogen. Daher das doppeldornig im Namen (Bild).
Sehr ähnlich ist der Dornige Wimperbock (Pogonocherus hispidus). Ihm fehlt jedoch das Zähnchen an der Flügeldeckennaht. Außerdem hat er nur zwei Haarpinsel auf der Innenrippe. Da aber auch die Basalhöcker der Flügeldecken einen Haarpinsel tragen, zählt man bei oberflächlicher Betrachtung ebenfalls drei Haarbüschel. Weitere Wimperbockarten können am Flügeldeckenende einen oder keinen Zahn besitzen.

## Vorkommen
Sie kommen an gebüschreichen Rändern von Nadelmischwäldern in Süd-, Mittel- und dem südlichen Nordeuropa, im Mittelmeerraum, im Kaukasus und in Transkaukasien vor. Sie sind nicht selten.

## Lebensweise
Die Larven entwickeln sich in verschiedenen Laubhölzern und Sträuchern, auch in Nadelhölzern in dürren Ästen und Zweigen. Die Entwicklung ist meist zweijährig und die ausgeschlüpften Tiere überwintern in der Puppenwiege. Die Käfer erscheinen von Juni bis August.

## Gefährdung und Schutz
- Rote Liste Sachsen-Anhalt (2004): 3 (gefährdet)
- Rote Liste Sachsen (1994): 3 (gefährdet)[4]